# Jukka Nevalainen
Jukka Antero "Julius" Nevalainen (n. 21 aprilie, 1978 în Finlanda) este bateristul formației finlandeze symphonic metal Nightwish și al formației progressive metal Sethian.

## Viața personală
Jukka Nevalainen trăiește cu soția sa Satu, fiica Luna (n. 2003) și fiul Niki (n. 19 decembrie 2005) în Joensuu, Finlanda. Cea de-a doua fiică a sa, Lara, s-a născut pe 22 iunie 2010. Jukka Nevalainen este vegetarian și are 1,75 m înălțime.

## Echipament
Tama Starclassic Maple drums
22"x18" Bass drum (x2)
6"x14" Starclassic G Maple Snare drum
9"x10" Tom
10"x12" Tom
14"x14" Floor Tom
16"x16" Floor Tom
Paiste Cymbals
14" 2002 Medium Hi-hats
8" Signature Splash
10" Signature Splash
13" Signature Dark Energy Hats Mark I
17" 2002 Wild Crash (x2)
18" 2002 Wild Crash
19" 2002 Wild Crash
22" Signature Power Ride
18" RUDE China (x2)